# Такахаси, Тэцуя
Тэцуя Такахаси (яп. 高橋 哲哉 Такахаси Тэцуя, род. 18 ноября 1966 года, префектура Сидзуока, Япония) — японский геймдизайнер, основатель, продюсер и глава Monolith Soft. Ранее работал в компании Square (сейчас Square Enix), где принимал участие в разработке таких игр, как Final Fantasy V, Final Fantasy VI и Chrono Trigger. Наиболее известен как создатель игр Xenogears, Xenosaga и Xenoblade, где Такахаси значился как руководитель.
Женат на дизайнере Сорае Саге, которая также работала в Square и принимала участие в создании игр Xenogears, Xenosaga и Soma Bringer.

## Биография
Тэцуя Такахаси родился 18 ноября 1966 года префектуре Сидзуока в Японии. Начал свою карьеру в 1980-х годах в компании Nihon Falcom, прежде чем перешёл в Squaresoft. В 1995 году женился на своей коллеге из Squaresoft Каори Танаке, более известной как Сорая Сага. В октябре 1999 года он уходит из Squaresoft, чтобы создать свою новую компанию Monolith Soft, вместе с Хирохидэ Сугиурой. Сейчас Тэцуя Такахаси является главой своей компании Monolith Soft.

## Игры, в разработке которых принимал участие
| Название                                                                        | Год выхода | Роль                                                    |
| ------------------------------------------------------------------------------- | ---------- | ------------------------------------------------------- |
| Dragon Slayer: The Legend of Heroes                                             | 1989       | Артворк                                                 |
| Final Fantasy IV                                                                | 1991       | Графика битв                                            |
| Romancing SaGa                                                                  | 1992       | Графика полей                                           |
| Final Fantasy V                                                                 | 1992       | Графика полей                                           |
| Secret of Mana                                                                  | 1993       | Графический дизайн карт                                 |
| Final Fantasy VI                                                                | 1994       | Руководитель по графике                                 |
| Front Mission                                                                   | 1995       | Дизайн графики                                          |
| Chrono Trigger                                                                  | 1995       | Руководитель по графике                                 |
| Seiken Densetsu 3                                                               | 1995       | Дизайн графики                                          |
| Final Fantasy VII                                                               | 1997       | Концепт-арт                                             |
| Xenogears                                                                       | 1998       | Руководитель, автор сценария                            |
| Final Fantasy VIII                                                              | 1999       | Ведущий дизайнер                                        |
| Super Runabout: San Francisco Edition                                           | 2000       | Поддержка проекта                                       |
| Xenosaga Episode I: Der Wille zur Macht                                         | 2002       | Руководитель, автор сценария                            |
| Xenosaga Episode II: Jenseits von Gut und Böse                                  | 2004       | Оригинальный автор                                      |
| Xenosaga: Pied Piper                                                            | 2004       | Сценарист                                               |
| Namco × Capcom                                                                  | 2005       | Особая благодарность                                    |
| Xenosaga I & II                                                                 | 2006       | Сценарист                                               |
| Blue Dragon                                                                     | 2006       | Особая благодарность                                    |
| Xenosaga Episode III: Also sprach Zarathustra                                   | 2006       | Автор, музыкальный координатор, супервайзер по сценарию |
| Soma Bringer                                                                    | 2008       | Продюсер                                                |
| Space Invaders Infinity Gene                                                    | 2008       | Техническое тестирование                                |
| Xenoblade Chronicles                                                            | 2010       | Руководитель, концепт и сценарист                       |
| Lord of Arcana                                                                  | 2010       | Поддержка проекта                                       |
| Xenoblade Chronicles 3D                                                         | 2015       | Руководитель и автор сценария                           |
| Xenoblade Chronicles X                                                          | 2015       | Руководитель и автор сценария                           |
| Xenoblade Chronicles 2                                                          | 2017       | Руководитель и автор сценария                           |
| Xenoblade Chronicles 2: Torna – The Golden Country                              | 2018       | Руководитель и автор сценария                           |
| Xenoblade Chronicles: Definitive edition Xenoblade Chronicles: Future Connected | 2020       | Руководитель и автор сценария                           |
| Xenoblade Chronicles 3                                                          | 2022       | Руководитель и автор сценария                           |
| Xenoblade Chronicles 3: Future Redeemed                                         | 2023       | Руководитель и автор сценария                           |